# Opšta bolnica Nikšić
Opšta bolnica Nikšić je javna zdravstvena ustanova u kojoj je zastupljen viši nivo zdravstvene zaštite, i najveća opšta bolnica u Crnoj Gori, ne samo po svojim kapacitetima, nego i po gravitacionom području koje joj pripada. Spada u začetnike crnogorskog zdravstva i deo istorije nikšićkog kraja.

## Položaj i opšte informacije
Opšta bolnica Nikšić je smeštena u centru grada pod Trebjesom, u ulici Nikca od Rovina BB.
Najveća je opšta bolnica u Crnoj Gori, ne samo po svojim kapacitetima, nego i po gravitacionom području koje joj pripada, i jedan od kamena temeljaca crnogorskog zdravstva i važan deo istorije nikšićkog kraja.

## Istorija
Preduslovi

Nakon što je Crna Gora 17. novembra 1875. godine postala 26 država članica Međunarodnog crvenog krsta, potpisivanjem Ženevske konvencije,
| „ | stvoreni su preduslovi za dolazak međunarodnih misija iz Švajcarske, Austrije i Rusije koje su značajno pomogle odboru za pomoć stradajućih hercegovaca na čijem čelu je mitropolit Ilarion Roganović. Kasnije je ovaj odbor transformisan je u Crnogorki crveni krst. Prvi predsjednik glavnog odbora Crnogorskog crvenog krsta bio je Arhimandrit Visarijon Ljubiša. | ” |

 U Crnoj Gori prvi stalni lekari su Francuski vojni lekari koji su 1857. godine poslati od strane Napoleon III, pod dogovoru nakon posete Knjaza Danila Parizu.
U vreme oslobodilačkih ratova od 1875 do 1878 godine na Grahovu i u Župi, a nešto kasnije i u Šavniku formirane su privremene ratne bolnice. Stručnu lekarsku pomoć u Grahovskoj bolnici pružali su Dubrovački lekari iz sastava Austrougarskog crvenog krsta, u Župskoj privremenoj bolnici članovi Švajcarskog crvenog krsta, a u Šavniku dr Bohumil Bauček.
Nakon oslobođenja Nikšića 8. septembra 1877. godine sa Crnogorskom vojskom u grad dolaze Francuz dr Žan Batist Pevrije lični lekar Knjaza Nikole i Ruska misija Crvenog krsta i zatiču u južnom delu donjeg grada Tursku bolnicu.
Deste godina kasnije odlukom Vlade Knjaževine Crne Gore od 11. decembra 1887. godine, otvorena je prva Nikšićka bolnica pod imenom — Bolnica knjeginja Zorka, čime je uspostavljena prva organizovana zdravstvena služba i zdravstvena zaštita stanovnika Nikšića, kao preteća današnje savremene ustanove — JZU Opšta bolnica u Nikšiću. Za nikšićku bolnicu, koja je bila druga novoosnovana bolnica, kao i onu na Cetinju, koja je bila prva crnogorska bolnica, novac za izgradnju i opremanje obezbedio je, knjaz Nikola prodajom darova dobijenih za rođenje sina i kad je udavao ćerku.

U izveštaju Glasa Crnogorca, povodom otvaranja bolnice zapisano je:
| „ | ...njegovo veličanstvo naš uzvišeni gospodar izvolio je podignuti po novom planu tako krasnu bolnicu, da joj ne bi bilo mane ni u dosta višoj varoši...i tako je udovoljio zahtevima građana i lokalne vlasti da se u Nikšiću otvori prva stalna bolnica. | ” |

Tadašnja bolnica u Nikšiću kao druga stalna bolnica u Crnoj Gori, bila je seštena u za tu namenu  adaptiranoj zgradi bivše Turske kasarne,. Imala je 10 kreveta i za istorijske uslove i nivo razvoja medicine dobro je bila snabdevena. Za prvog uravnika  bolnice postavljen je dr Đuro Đorđije Kustudić, školovana na medicinskom fakultetu u Gracu, a za prvog stalnog lekara 1880. godine postavljen je dr Dimitrije Makrides Makrida. i otvaranjem bolnice uspostavljena je organizovana zdravstvena služba i zdravstvena zaštita stanovnika Nikšića.
Nakon odlaska dr Makrida u Nikšić je povremeno dolazio dr Petar Miljanić načelnik Crnogorskog saniteta koji organizuje zdravstvenu službu po evropskim standardima.  Do kraja 1918. godine u bolnici su radili dr Đura Kustudić, dr Stevo Ognjenović, Mitar Radulović, Jovan Kujačić, Petar Kontić, Sadik Strinić, Neško Radović i Jakov Zarubica. Prva Nikšićka babica bila je Jela Seferović rođena Šobajić, koja je u bolnici radila od 1912. godine, kao babice Jagoda Komnenić, Marija Mirković, koje su radile do kraja drugog svetskog rata.
Prvu privatnu apoteku u Nikšiću otvorio je 1903.godine magistar farmacije Vojimir Živni Čeh, a od   1921. godine osnovana je i druga nikšićka apoteka „Sveti Nikola” vlasništvo magistra farmacije Maksima Muja Katurića u ulici Novaka Ramova gde je i danas apoteka.
Bolnica između dva svetska rata
Period između dva rata karakteriše stalno intezivno prisustvo bolesti koje su periodično prelazile u epidemiju, španske groznice, tuberkuloze i drugih bolesti.
Posle završetka Prvog svetskog rata zgradu bolnice Knjeginja Zorka zauzela je vojska i pretvorila  u takozvani vojni stan, dok je od 1923. godini Bolnica bila  smještena u montažnoj baraci dobijenoj od ratnih reparacija. te godine počela je gradnja zgrade nove bolnice (u kojoj je danas  Psihijatrijsko odeljenje), koja je useljena 1927.godine. Upravnici su bili dr Niko Martinović do tragične smrti i dr Milutin Spasojević od 1927. do 1947.godine. U tom periodu bolnica je imala rang banovinske bolnice sa 26. kreveta.
Zgrada školske poliklinike odnosno Doma zdravlja izgrađena je 1927.godine.
Bolnica u Drugom svetskom ratu

Tokom Drugog svetskog rata bolnicu su okupirali Italijani dok su na slobodnoj teritoriji formirane partizanske bolnice.
| „ | U privremenim ratnim bolnicama u Riječanima, Dubočkama, Šipačnu, Presjeci, Goliji, Manastiru Ostrog i Vrbanji radili su i borili se sledeći lekari i studenti medicine: dr Jovan Bulajić, prof. dr Simo Milošević, dr Olga Milošević, dr Radoje Mijušković, prof.dr Niko Miljanić, dr Vojo Đukanović, dr Radoš Vilotijević, dr Petar Jovanović, dr Mito Savićević i studenti medicine Zora Golović, Veselin Milatović, Pero Popović Crni, Marko Baletić, narodni heroj Radomir Aleksić, Luka Jovanović, Petar Jovanović, Milija Stanišić i student farmacije Olga Golović. | ” |

Bolnica u Drugom svetskom ratu
Nikšićku Bolnicu su tokom okupacije Crne Gore zaposeli Italijanski vojnici,  dok su na slobodnoj teritoriji formirane partizanske bolnice u Riječanima, Dubočkama, Šipačnu, Presjeci, Goliji, Manastiru Ostrog i Vrbanji, u kojima su radili lekari: dr Jovan Bulajić, prof. dr Simo Milošević, dr Olga Milošević, dr Radoje Mijušković, prof.dr Niko Miljanić, dr Vojo Đukanović, dr Radoš Vilotijević, dr Petar Jovanović, dr Mito Savićević i studenti medicine: Zora Golović, Veselin Milatović, Pero Popović Crni, Marko Baletić, narodni heroj Radomir Aleksić, Luka Jovanović, Petar Jovanović, Milija Stanišić i student farmacije Olga Golović.
Bolnica nakon Drugog svetskog rata
Nakon oslobođenja Nikšića od okupatora septembra 1944. godine u zgradi Bolnice smeštena je vojna korpuska bolnica u kojoj su radili hirurzi prof. dr Niko Miljanić, sovjetski vojni lekar Anatolij Alfjorov i hirurzi iz Švajcarske na čelu sa Gvidom Bidermanom.
U Nikšiću se posleratnim godinama sa novom administrativnom podelom postepeno osniva zdravstvena služba Republike Crne Gore, sa povećavanim brojem zdravstvenih radnika, tako da je po odluci Ministarstva za narodno zdravlje Crne Gore od 5. marta 1946.godine nikšićka Bolnica imala 90 kreveta sa sledećim odeljenjima:
- Interno sa dječijim i tuberkuloznim,
- hirurško sa porodilištem,
- Infektivno odjeljenje, koje postoji od 1946. godine, a vodili su ga internisti i pedijatri. Prvi specijalista infektolog i načelnik odjeljenja bio je dr Josip Fanjek iz Zagreba. Nakon njega, odjeljenje su vodili dr Darinka Vujačić i dr Duška Milatović.

Bolnica je imala i Polikliničku službu odnosno zdravstvenu stanicu kojom je rukovodio Zoran Kesler.
Zgrada dečijeg dispanzera izgrađena je uz pomoć Unicefa 1954. godine, a Pedijatrijsku službu u Nikšiću osnovali su i vodili dr Mileva Cemović, dr Dušan Mandić, dr Jovanka Đuričić, dr Olga Đurić i dr Jela Ćupić.

## Organizacija
U okviru Opšta bolnica Nikšić postoje četiri  odeljenja ili specijalističke službe i to:
- opšta hirurgija
- interna medicina
- ginekologija sa akušerstvom
- pedijatarska služba

Navedene službe su organizovane kroz rad:
- bolničkih odeljenja, odseka,
- specijalističkih ambulanti i
- dijagnostike,
- kabineta za transfuziju krvi,
- službe za radiološku i ultrazvučnu dijagnostiku,
- laboratorije
- apoteke za potrebe bolničkih odjeljenja.

## Pokazatelji rada
| Pokazatelji pruženih stacionarnih zdravstvenih usluga u 2013. godini. | Pokazatelji pruženih stacionarnih zdravstvenih usluga u 2013. godini. | Pokazatelji pruženih stacionarnih zdravstvenih usluga u 2013. godini. | Pokazatelji pruženih stacionarnih zdravstvenih usluga u 2013. godini. | Pokazatelji pruženih stacionarnih zdravstvenih usluga u 2013. godini. | Pokazatelji pruženih stacionarnih zdravstvenih usluga u 2013. godini. |
| Zauzete postelje po lekaru                                            | Zauzete postelje po sestri                                            | % korišćenja kapaciteta                                               | Prosečna dužina lečenja                                               | Broj slobodnih postelja                                               | Stopa smrtnosti na 1.000 lečenih                                      |
| --------------------------------------------------------------------- | --------------------------------------------------------------------- | --------------------------------------------------------------------- | --------------------------------------------------------------------- | --------------------------------------------------------------------- | --------------------------------------------------------------------- |
| 2,98                                                                  | 0,87                                                                  | 51,25                                                                 | 6,91                                                                  | 133,08                                                                | 22,90 promila                                                         |

## Kadrovska struktura
U bolnici radi:
- 49 lekara specijalista,
- 9 lekara je na specijalizaciji
- 235 medicinskih sestara.

## Napomene
1. ↑  Knjeginja Zorka je bila najstarija ćerka knjaza Nikole.
2. ↑  Zgrada je srušena posle Drugog svetskog rata a nalazila se uz današnji Bulevar Vuka Mićunovića na mestu stambenih vojnih zgrada
3. ↑  Zahvaljujući dr Petru Miljaniću u svakom većem mestu u Crnoj Gori postavljeni su stalni lekari.

## Spoljašnje veze
- Opšta bolnica Nikšić
- Fond za zdravstveno osiguranje Crne Gore Архивирано на веб-сајту  (11. мај 2020)